# کریسمس دنیس منس
کریسمس دنیس منس (انگلیسی: A Dennis the Menace Christmas) فیلمی در ژانر کمدی به کارگردانی ران آلیور است که در سال ۲۰۰۷ منتشر شد.